# Brontispa longissima
Espèce
Brontispa longissima, bronstipe ou hispine du cocotier, est une espèce d'insectes coléoptères de la famille des Chrysomelidae, originaire du Sud-Est asiatique. Cet insecte est un ravageur du cocotier,, et d'autres espèces de palmiers.

## Synonymes
Selon GISD (5 juillet 2014) :
- Brontispa castanea, Lea
- Brontispa froggatti Sharp 1904,
- Brontispa longissima var. Javana Weise,
- Brontispa longissima var. Selebensis Gestro,
- Brontispa palmivora Gres,
- Brontispa simmondsi Maulik, 1927,
- Bronthispa selebensis Gestro, 1923,
- Bronthispa javana Weise, 1922,
- Bronthispa reicherti Uhmann, 1929,
- Oxycephala longipennis Gestro, 1892,
- Oxycephala longissima Gestro, 1885.